# San Manuel (Pangasinan)
San Manuel é um município de  primeira classe de renda municipal (d) na província Pangasinan, nas Filipinas. De acordo com o censo de 1 de maio  de  2020 possui uma população de 54 271 pessoas e 14 029 domicílios.